# Barrios Altos de Lima
Os Barrios Altos é uma zona achada no Cercado de Lima na província de Lima, departamento de Lima, Perú. Fica na parte leste deste distrito e suas ruas pertenecem ao Centro histórico de Lima. Debe seu nome a que, topográficamente, é mais alto que o resto do casco antigo da cidade, devido à elevação do terreno que existe para a Cordilheira dos Andes o que evidencia-se nas suas ruas até hoje.

## Histôria

### Oráculo pre-colonial
As notícias mais cedas da área que hoje conhecemos como Barrios Altos remontam-se ao primeiros anos da presença espanhola nos Andes. Atraves delas podemos inferir o caráter religioso que possuia durante a hegemonia inca no vale do rio Rímac
A documentação legada ao presente pelos sacerdotes que dirigieram o processo de extirpação de idolatrias, assinala-nos que em suas vizinhanças ficaba um oráculo que, devido a sua importância e prestígio terminou dando nome ao vale e, com tempo, a atual cidade capital do Peru.  O oráculo, que acredita-se que tinha vinculaçao com o de Pachacamac achado poucos quilômetros ao sul, identificou em tempos pre-coloniais ao vale que foi chamado Limay (no quechua "lugar em que se fala"). Limay foi o nome que tinha o vale quando chegaram os espanhois e que transformou-se em Lima.

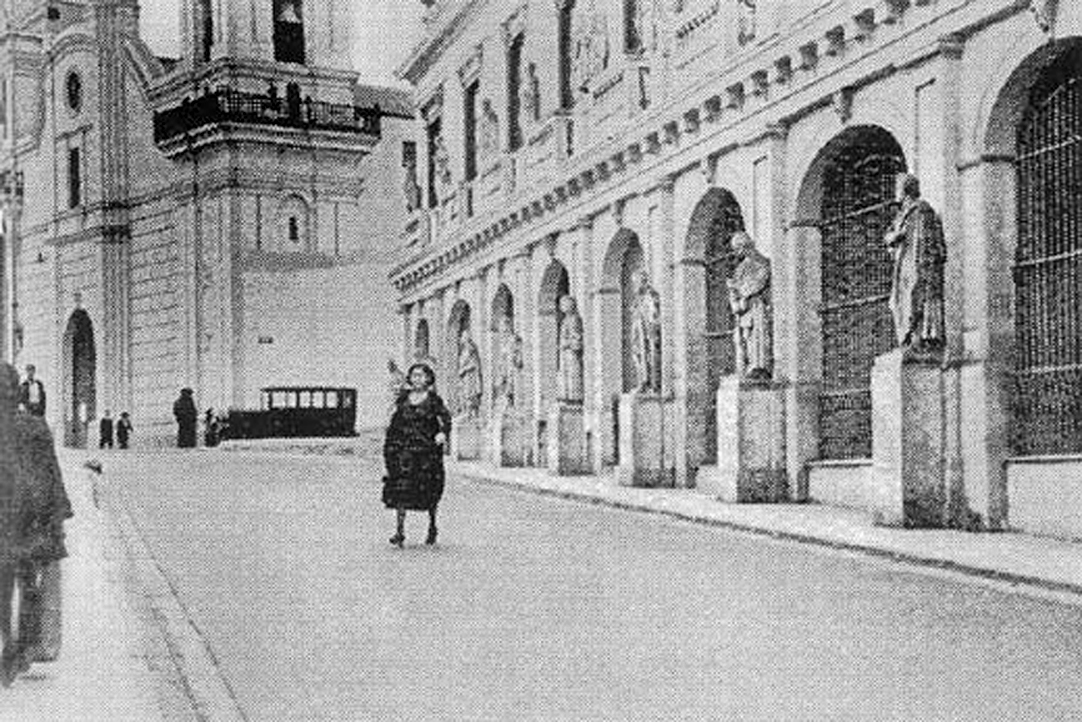
Convento de Santa Clara e Edificio do Moinho do mesmo nome em Barrios Altos. Este moinho funcionava com a agua do rio Huatica, que era, na realidade, um canal pre-colonial de irrigação.

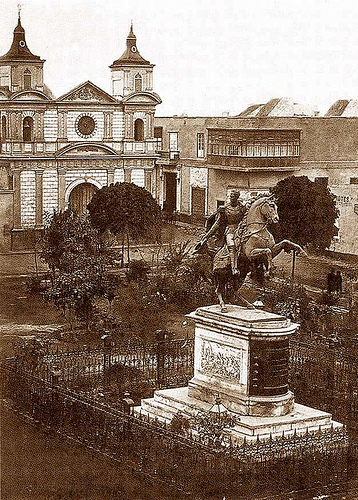
Praça Bolivar em os Barrios Altos, Lima, Perú (c. 1870). A Igreja da Caridade, que aparece detrás, foi demolida para construir o atual Palacio do Congreso. Também se pode apreicar, hacia a direita, a sacada da casa do senhor Mata Linares, achada na rua onde nasceu o escritor Ricardo Palma.

Deste antigo centro religioso pre-colonial fica hoje muito pouco. O oráculo foi destruido pelos extirpadores de itolatrias. Embora, subsiste até hoje nela esquina do rua Junin com rua Cangallo uma huanca ou pedra encravada na calçada que possui como carateristica uma perfuração. Devido a ela se chama Piedra Horadada (Pedra perfurada) e é o único resto que fica do antigo e prestigioso oráculo.

### Bairro e redução vice-real
Quando os espanhois fumdaram a Cidade dos Reis (hoje Lima) no januario de 1535 no vale do Rímac, o fizeram a menos dum quilômetro o oráculo que dava nome ao vale. Por isso, em poucos anos a cidade compreendeu seus vizinhanças. A meados do século XVI, o oráculo foi destruido, construindo-se em seu lugar uma igreja em homenagem a Santa Ana. Logo, o setor leste da cidade, construido vizinho a igreja recebeu o nome de Barrio de Santa Ana, semente do atual Barrios Altos.
No 1571, o vice-rei Francisco de Toledo decretou a criação do povos de reducções em todo o territorio vice-real. Neles devíam morar a povoaçao indigena para favorecer seu control e evangelização. Assim, ao leste do Bairro de Santa Ana construi-se o povo de Santiago do Cercado, redução de indigenas da Cidade dos Reis. A redução devia seu nome a que ficaba baixo a vocação do apostolo Santiago e estava rodeado por um cerco que tinha uma única porta para o ingresso e saída da povoação. Dita porta ficaba no atual Cinco Esquinas.
Com a construiçao das Muralhas de Lima, destrói-se parte de Santiago do Cercado e, com ele, seu muro perimetrico, ficando integrado dentro da cidade amuralhada junto ao Barrio de Santa Ana. Da união de ambos bairros nasce o que hoje conhecemos como Barrios Altos.
Históricamente se poderia dizer que o área dos Barrios Altos durante a época colonial estava ocupada principalmente por igrejasm e hortas que perteneciam a distintas  que les pertenecían a las distintas ordems religiosas, tão como aprecia-se nos mapas da época.

### Barrios Altos republicano

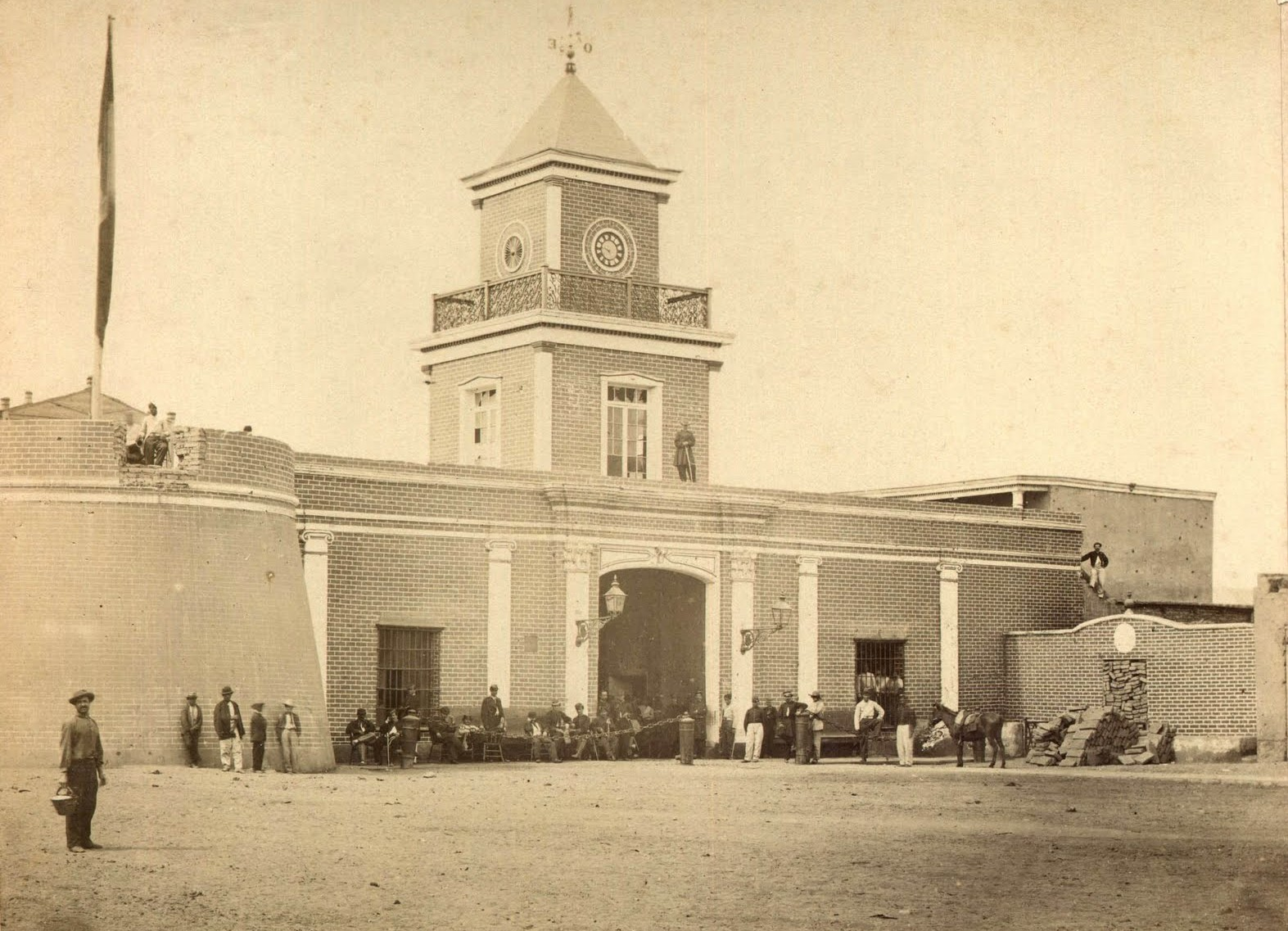
Forte de Santa Catalina, antigo acantonamento de artilheria e da polícia militar. Foto de 1870.

A meados do século XIX, a área começa a ser povoada em sua grande extensão (se bem a finais do século XVIII, o 40% da povoação limenha morava nos Barrios Altos), surgindo nesta, por exemplo, o principal feira nos terrenos que tinham pertenecito ao Convento da Concepção. Na segunda mitad do século XIX, surgiram belas quintas como a Quinta Heeren (construida hacia 1880) y bairros como o Cercado (o mais antigo, cujo origem remonta-se hacia 1571), o Chirimoyo, Pampa de Lara, Cocharcas, Martinete, etc.
Pode-se afirmar que o melhor momento para os Barrios Altos foi entre fines do século XVIII e a primeira metade do século XX, quando esta zona não tinha problemas de delincuencia. Destacouse então nos Barrios Altos a chamada Praça de Viterbo (atual quadra 3 da rua Amazonas) que fora um belo lugar achado junto a ponte Balta e em cuja vizinhança existia um cinema, a estaçao do Ferrocarril Lima-Lurín e a estação da linha 7 do bonde urbano da Lima. Na actualidade dita praçã não existe mais ja que o lugar foi totalmente modificado. A zona vizinha caracterizava-se pela existencia de construcções coloniais desde as ravinas até as margems do rio Rímac. Estas construcções foram destruidas no 1979 como parte de um plano de modernização da zona.
Até a década de 1960 existieram vários cinemas, dos quais sobreviveram até os anos 1980 o Conde de Lemos achado na Praça de Buenos Aires, o Delicias achado em frente da Maternidade de Lima, o Pizarro e o Unión ambos achados na Praça Italia. Ningem deles existe hoje.

### Decadéncia y problemática
Enquanto outras zonas de Lima se reordenavam, desde meados da década de 1960, os limites distritais do Cercado de Lima con os distritos de La Victoria e El Agustino foram os diques que conteniam o fluxo da migração que vinha do interior do pais e que, ante a falta do planeamento urbano, ademas da uma ausencia do estado e da autoridade municipal que permitiu o incremento do comerço ambulante nas vizinhanças do Mercado Central, trouxe como consecuencia a delincuencia e tugurização de casonas e lotes antigos.
No governo municipal de Alberto Andrade Carmona, nascido nos Barrios Altos, empezou-se a ordenar o centro historico da cidade. Ainda isso, nenhuma autoridade municipal têm prestado a devida atenção a esta zona.

## Lugares turísticos

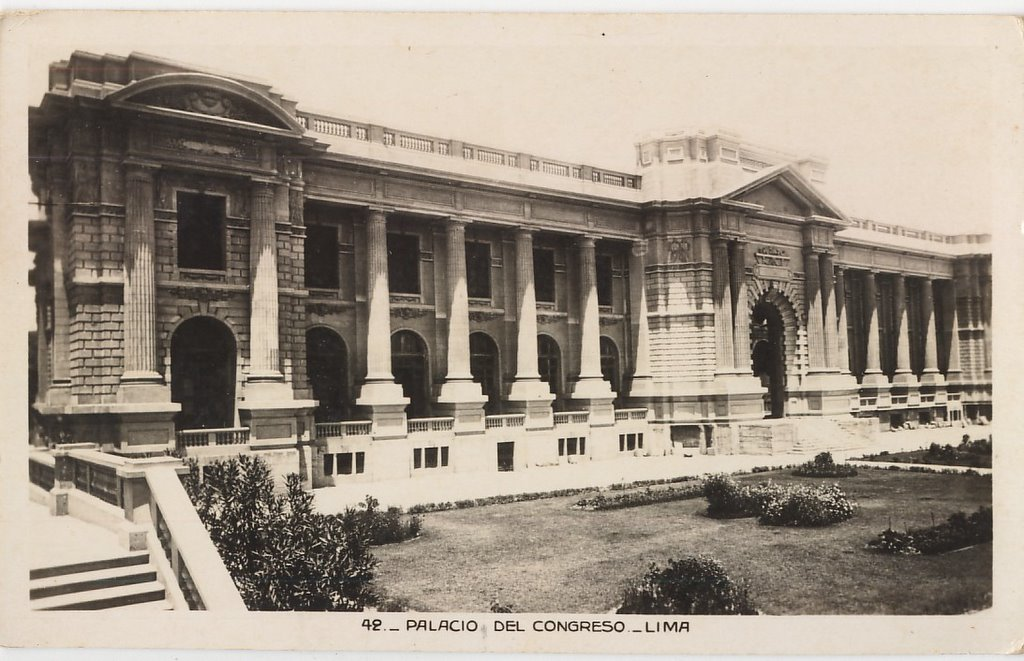
Fachada posterior do Palácio Legislativo do Peru, inaugurado em 1916.

Dentro deste bairro se pode observar numerosas igrejas coloniais entre elas as pertencentes as monjas de clausura, como a Concepção, São Jose, Santa Clara, as Trinitarias, Santa Catalina, Santa Rosa , Nossa Senhora do Carmo, Cocharcas, Maravilhas e Jesus Reparador. Outras igrejas são o Prado (Agustinas), Santiago do Cercado (Jesuítas), A Boa Morte (Camilianos), Santa Ana, Santo Cristo das Maravilhas e a capela do Cristo Pobre.
São importantes as tradicionais festas da virgem do carmo no mes de julho e do Senhor do Santuário de Santa Catalina no mes de setembro, assim como outras procissões tradicionais do Senhor das Caidas do bairro das Mercedarias, Santa Ana da paróquia do mesmo nome e a bela escultura do Cautivo no monasterio das Trinitarias.
Também destacam-se um bom numero de praças como a Praça Bolívar ou do Congreso, Praça Itália ou Antonio Raimondi (onde fica a igreja de Santa Anta), Buenos Aires, e as praçinhas Santa Clara, Maravilhas, Carrión, Ramón Espinoza, Santa Catalina, Boa Morte, Santo Cristo, etc.

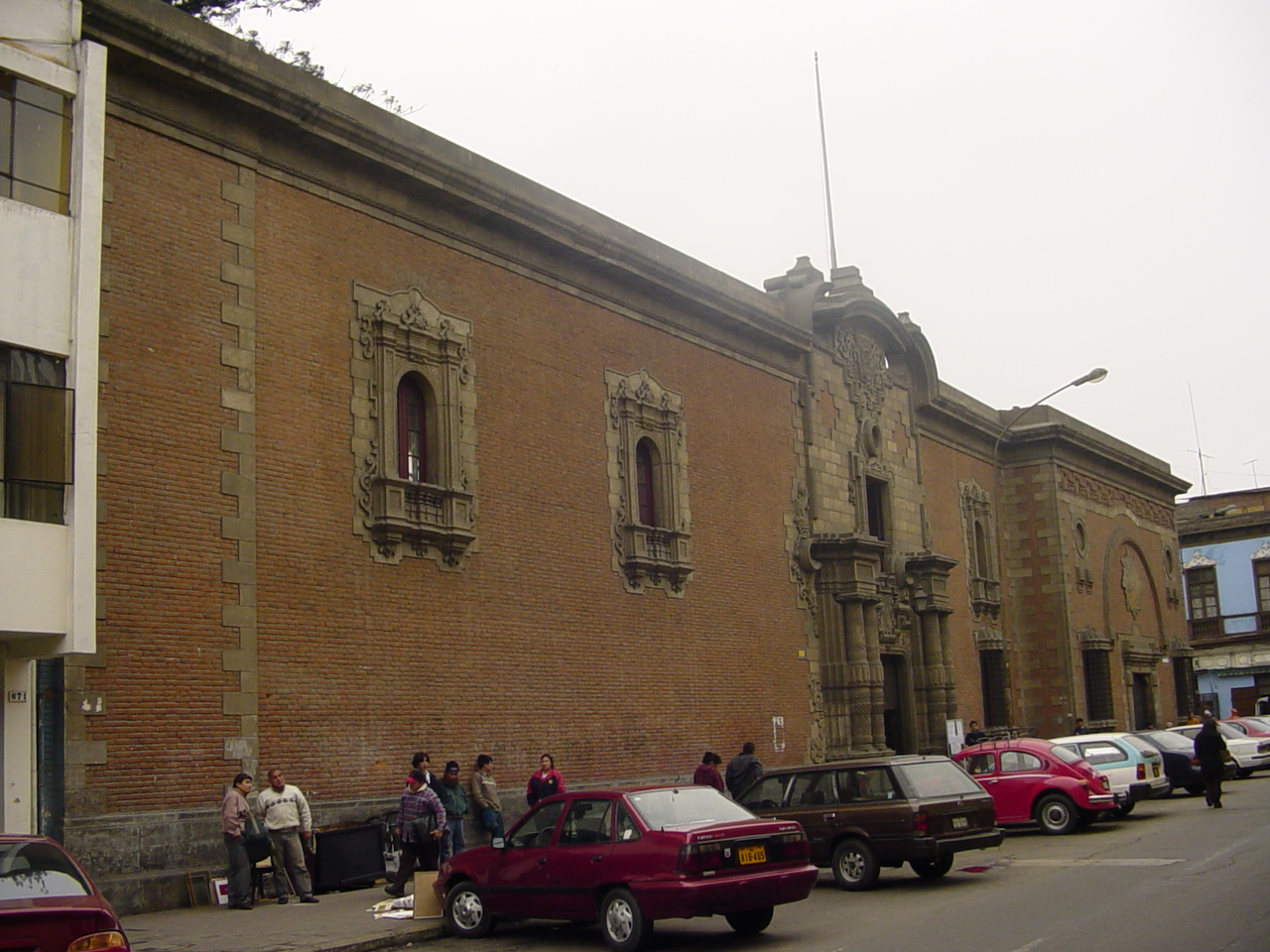
Fachada superior da escola das Belas Artes, achada na quadra 6 da rua Ancash.

Nas vizinhanças da praçinha do Cercado, existem restos das antigas Muralhas de Lima em bom estado de conservação. Por exemplo, na parte de trás do camal de Conchucos acha-se o que fora o bastião de Santa Lucía, um dos puntos de vigilança da muralha. Neste lugar ainda estão as velhsa instalações do antigo campo esportivo do centro de instrução da Guardia Civil do Peru "Santa Lucía" (hoje usadas pelas Instituções  Educativas da Polícia Nacional do Peru "Túpac Amaru II" e "Alipio Ponce Vásquez").
Nos Barrios Altos acham-se edificios histôricos como:
- A Escola Nacional de Belas Artes do Peru.
- O Palacio Legislativo.
- O Museu da Santa Inquisição.
- A Biblioteca do Congresso.
- A Companhia de Bombeiros "Roma".
- O albergue Ruiz Dávila.
- A histôrica praça do Cercado, onde ainda acham-se algumas das estátuas de mármore italiano que representam as alegorias das quatro estações.

- A Quinta São Jose

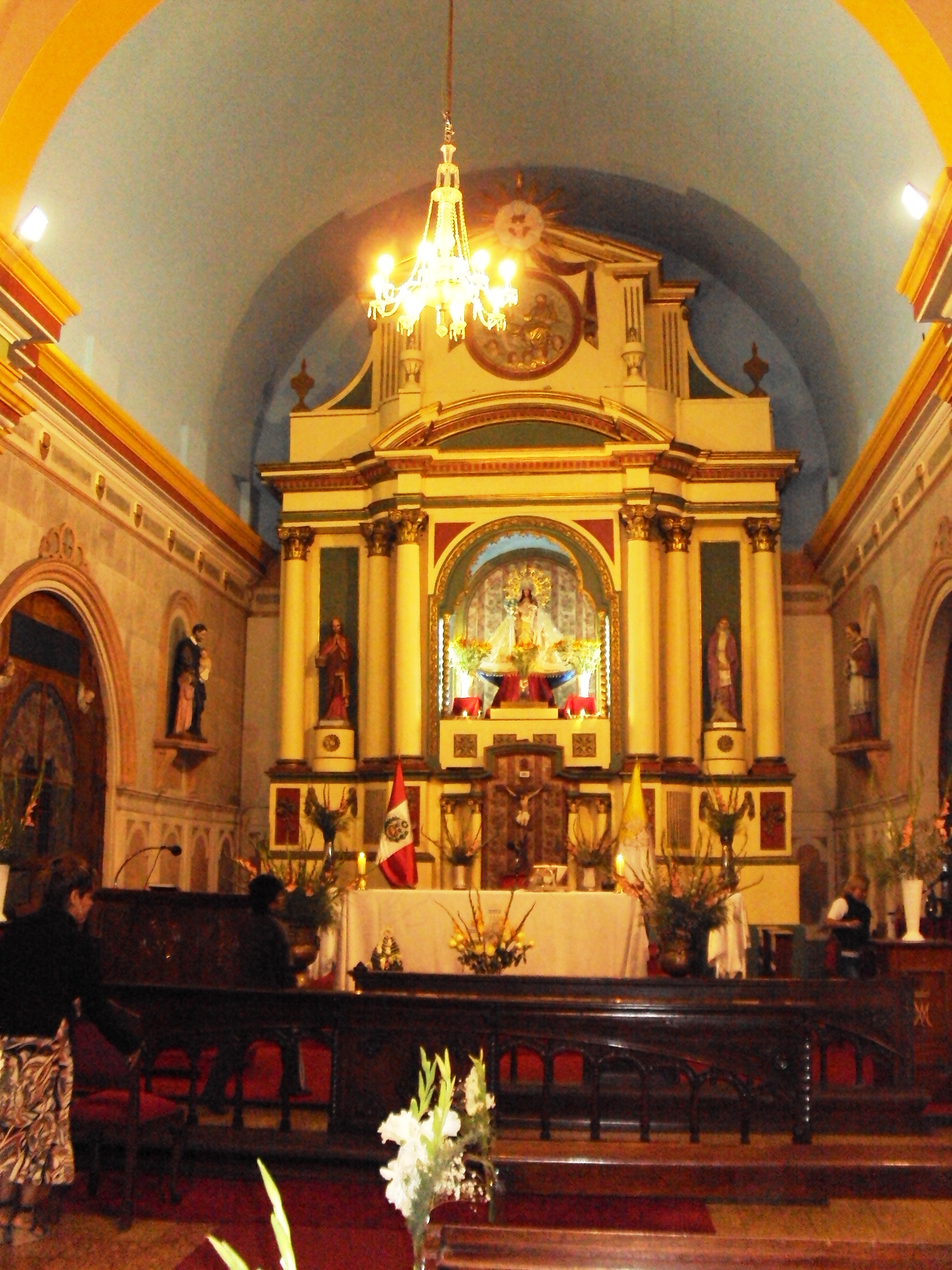
Altar da Igreja Nossa Senhora de Cocharcas, achada na quadra 9 da rua Huánuco.

- A Quinta Heeren (residencia de antigas familias limenhas acomodadas e de várias sedes diplomáticas a principios do século XX).[1]
- A Quinta Carbone.
- A Quinta Baselli.[2]
- A Quinta Candamo, achada na rua Áncash 1216 (praçinha Ramón Espinoza), que fora a casa onde viveu o presidente Manuel Candamo.
- A Quinta do Prado,[3] no bairro do Prado (na esquina dos atuales ruas Huamalies e Manuel Pardo), embora esta em estado ruinoso, todavia se posse ver o que foi o teatro da Perricholi onde ela dava funções teatrales, en privado, ao vice-rei Manuel Amat y Juniet.
- O Jardim Botanico (achado ao lado da Facultade de Medicina de São Fernando).
- A igreja do Santo Cristo das Maravilhas, onde se posse apreciar a cruz onde os indios do reducto do Cercado detian a rezar.
- O cemiterio O Anjo.
- O cemiterio Presbítero Maestro.
- O Santuario do convento de Nossa Senhora do Carmo.
- Os vestigios das Muralhas de Lima.
- O local da Terça Ordem Franciscana .

- A Casa Canevaro - César Canevaro.
- A Casa das Treze Moedas.

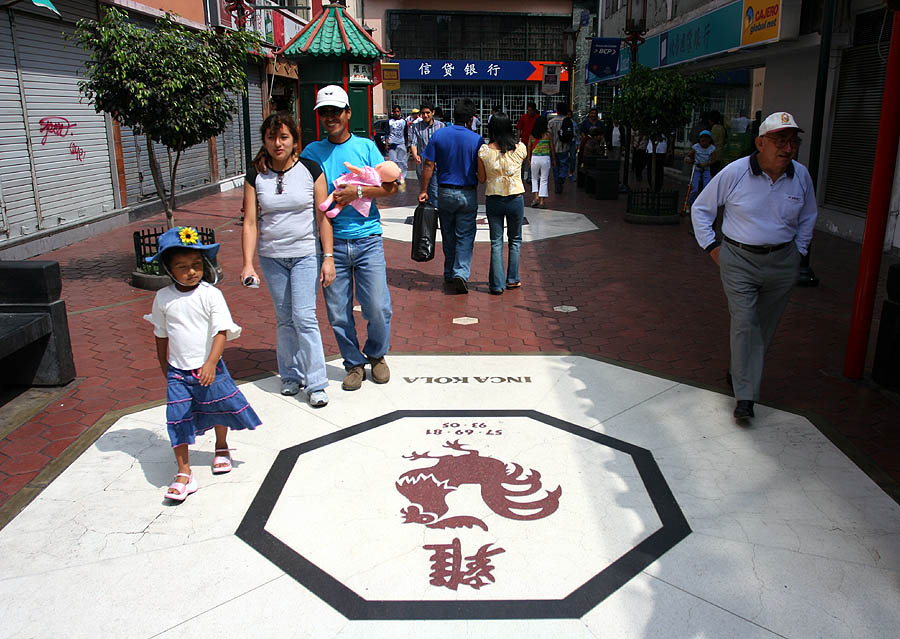
Bairro Chines, conhecido também como Rua Capão.

- O antigo Forte de Santa Catalina (achado na rua Andahuaylas, cerca a "Mesa Redonda").
- O Colegio de Teología de Santo Tomás.
- O moinho de Santa Clara.
- O Barrio chino.

## Importância
Barrios Altos é crioulismo. Têm legado a tradição o comportamento do limenho popular. No barrioaltino convergem distintos caldos culturais distintos entre sim e que se sobrepõem para criar uma cultura complexa: o espanhol, o negro, o mestiço, o italiano, o chines, o japones, o indigena, etc. Se unem e fazaem de seus povoadores unicos na historia, cultura e tradiçao urbana. Uma grão parte da identidade limenha e preuan têm nascido nos Barrio sAltos, atraves de seus centos de anos da vida e histôria.
Nos Barrios Altos proclamou0se o Día da Canção Crioula um 31 de outubro de 1944, pelo presidente Manuel Prado y Ugarteche frente à Praça Buenos Aires. .
Históricamente foi influyente na vida cultural limenha. No seu seno nasceram intelectuais, artistas, politicos e esportistas como:
- Ricardo Palma
- Manuel Ascencio Segura
- Leonidas Yerovi
- Felipe Pinglo
- Francisco Antonio de Zela
- Francisco Morales Bermúdez
- Alberto Andrade
- Enrique Bernales
- Nicomedes Santa Cruz (padre)
- Alejandro Ayarza Morales "Karamanduka"
- Carlos Gassols
- Salim Vera
- Élide Brero
- José Quezada Macchiavello
- César Cueto
- Juan José Oré
- Julio César Uribe
- Roberto Challe
- Luis Cruzado
- Orlando de La Torre

Assim mesmo, residieram personagems de renome como César Vallejo, José María Arguedas, Andrés Avelino Cáceres, Antonio Raimondi, Abelardo Gamarra, etc. durante as décadas finais do século XIX e inicios do século XX.
Recordemos que a Praça Bolívar, no actual Congresso era chamda Praça Universitaria, por haver-se achado ao lado da antiga sé da Universidade de Sáo Marcos, e trascorreu alí a vida intelectual.

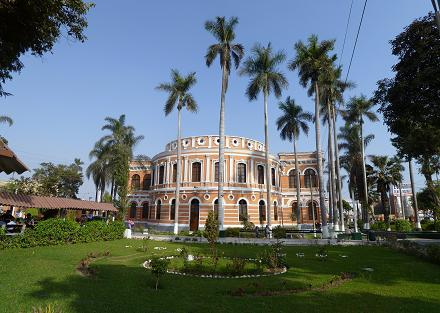
Vista interior da Facultade de Medicina UNMSM.

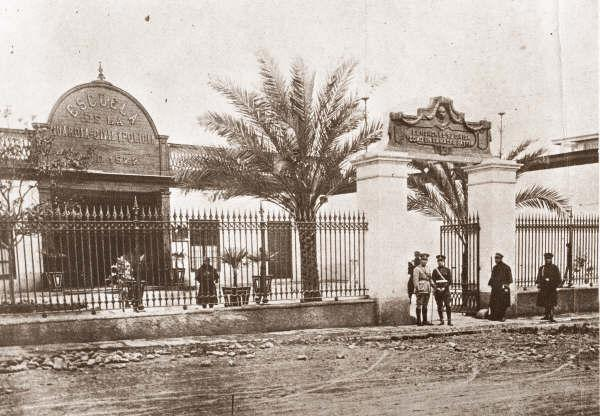
Escola da Guardia Civil y Polícia na Avenida dos Incas (hoje Sebastian Lorente Ibáñez) - Barrios Altos - Cercado de Lima.

No 1922 fundou-se a Escola da Guardia Civil y Policía da Republica na quadra 7 da Avenida Sebastián Lorente Ibáñez (antes Avenida OS Incas), nas cujas vizinhanças funcionavam diversos estabelecementos dedicados a confeção de uniformes policiais e a venta de accesorios para estes. Actualmente em dito local funcionam as intituições educativas da Polícia Nacional do Peru: "Túpac Amaru", que ocupa o local da antiga escola de guardia, com porta a rua Desaguadero, desde o  1 de abril de 1966, e Capitán GC Alipio Ponce Vásquez, que ocupa o local da antiga escola de oficiais com porta a avenida Sebastián Lorente Ibáñez,  desde o 1 de abril de 1975.
Nos Barrios Altos acham-se dois importantes hospitais emblematicos da cidade de Lima: O Hospital Dos de Mayo e o Hospital Santo Toribio de Mogrovejo.